# IEEE 802.1AE
802.1 АЕ — стандарт безпеки IEEE для MAC (також відомий як MACsec), в якому визначено конфіденційність і цілісність даних без встановлення з'єднання для протоколів незалежних від MAC. Стандартизований робочою групою IEEE 802.1.

## Деталі
Управління ключами та встановлення захищених об'єднань виходить за рамки 802.1 АЕ, але визначається стандартом 802.1 X-2010.
Стандарт 802.1 АЕ визначає реалізацію MAC Security Entities (SecY), яку можна розглядати як частину станцій, підключених до тієї ж локальної мережі, що забезпечує захищене MAC обслуговування клієнта. Стандарт визначає:
- Формат кадру MACsec, який схожий на Ethernet-кадр, але включає в себе додаткові поля:
  - Мітка безпеки, яка є розширенням поля EtherType[en]
  - Код автентифікації повідомлення (Message authentication code, ICV)
- Асоціації захищеного підключення (Security Connectivity Associations), які являють собою групи станцій, підключених через односпрямовані захищені канали (Secure Channels)
- Асоціації захисту (Security Associations) в межах кожного каналу. Кожна асоціація використовує свій ключ (SAK). Допускається більше однієї асоціації на канал з метою зміни ключа без переривань трафіку (стандарт вимагає від пристрою підтримку як мінімум двох асоціацій).